# Simon Grothof
Simon Grothof (* 5. Juli 1891 in Pivitsheide; † 27. November 1958 in Menden im Sauerland) war ein deutscher Schuhmacher und Politiker (SPD).

## Leben
Grothof machte nach dem Abschluss der Volksschule eine Lehre als Schuhmacher. Spätestens ab 1919 war er Schuhmachermeister in Pivitsheide. Nach 1945 war er Lebensmittelkaufmann in Lendringsen (Menden). Grothof, der zunächst evangelischer Konfession war und später aus der Kirche austrat, war verheiratet.
Er war während der Weimarer Republik ein führender Funktionär der SPD in Pivitsheide. Bei der Landtagswahl in Lippe 1921 und 1925 wurde er in den Landtag Lippe gewählt. Mit dem Ende der Wahlperiode schied er 1929 aus dem Landtag aus. 